# Železniční nehoda u Perninku
Železniční nehoda u Perninku se stala 7. července 2020 v 15:10 na železniční trati č. 142 (Karlovy Vary – Johanngeorgenstadt), kdy došlo ke srážce dvou osobních vlaků mezi dopravnami Nové Hamry a Pernink. Ve vlaku cestovalo 33 lidí včetně personálu. Nehoda si vyžádala dva mrtvé a dalších 24 zraněných, z toho 15 lehce, 9 těžce nebo středně těžce, přičemž 7 osob záchranáři ošetřili na místě a do nemocnice bylo transportováno 14 osob.

## Popis nehody

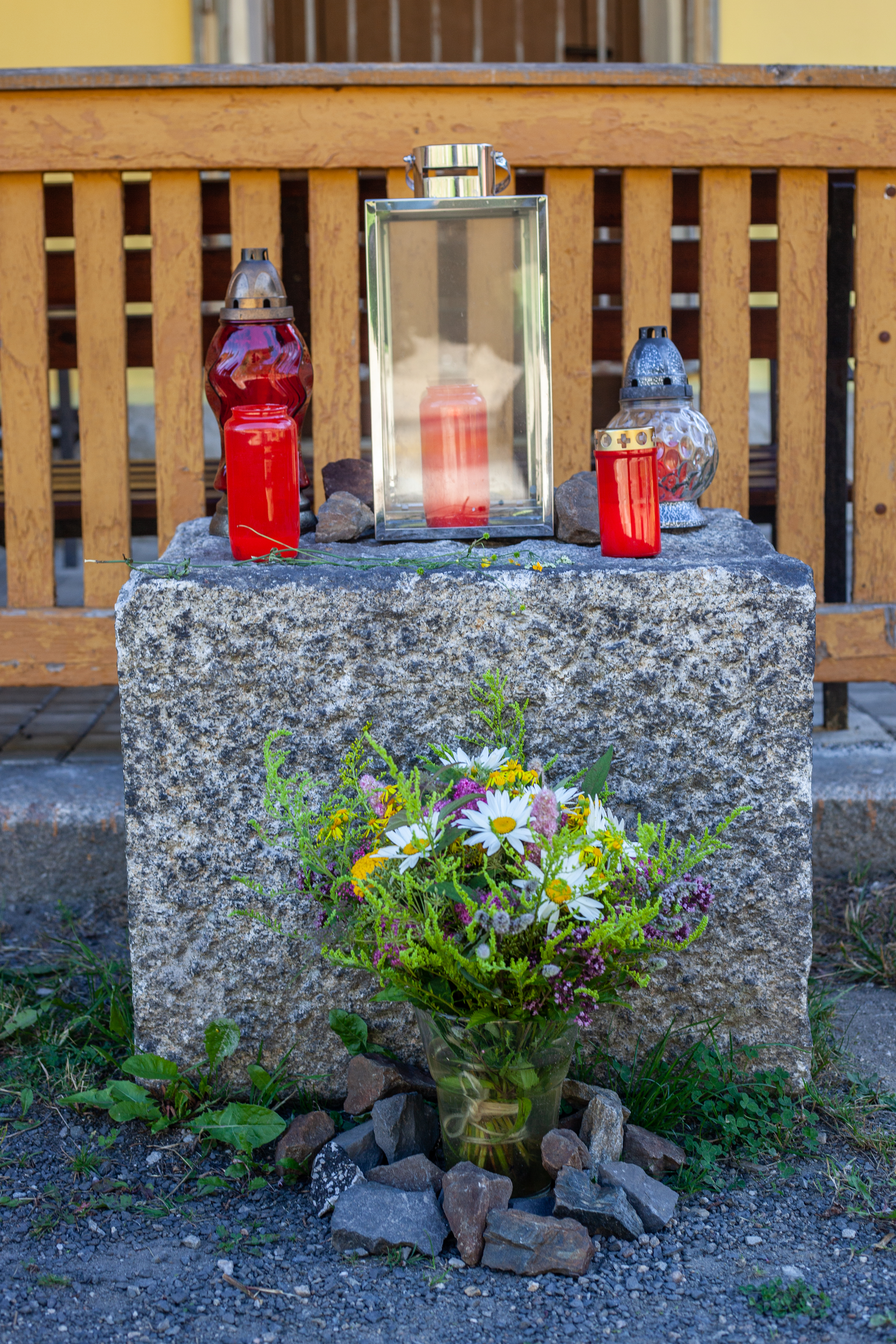
Pietní místo nehody u dopravny Pernink (30. července 2020)

V úterý 7. července 2020 asi v 15:10 došlo k čelnímu střetu dvou osobních vlaků mezi dopravnami Pernink a Nové Hamry na železniční trati č. 142 „zhruba 600 metrů po kolejích od železniční stanice Pernink“. Jeden z vlaků jel z Karlových Varů, druhý z Johanngeorgenstadtu. Vlaky se měly křižovat na nádraží v Perninku. Doprava na trati je zde řízena podle předpisu D3, kdy řízení dopravy spočívá na personálu.
Místo střetu se nachází v nepřehledné zalesněné oblasti v oblouku, takže strojvůdci se viděli až na poslední chvíli a ke střetu došlo téměř v plné rychlosti (jeden z rychloměrů se zasekl na rychlosti 47 km/h, přičemž maximální povolená rychlost v daném úseku je 50 km/h). Při nehodě došlo k poškození motorových souprav řady 814 (Regionova) a 844 (RegioShark), přičemž těžší a robustněji konstruovaný RegioShark rozdrtil čelo Regionovy, vklínil se do něj a odtlačil ji 12 metrů zpět.

## Vyšetřování
Příčiny nehody jsou šetřeny Drážní inspekcí a Policií České republiky. Policie ČR zadržela jednoho strojvedoucího a případ šetří jako podezření ze spáchání trestného činu obecného ohrožení z nedbalosti. Z nahrávek komunikace strojvedoucího s dispečinkem dle Drážní inspekce vyplývá, že vlak z Johanngeorgenstadtu do Karlových Varů měl vyčkat na průjezd protijedoucího vlaku ve stanici Pernink, ale neučinil tak. Přesná příčina však k 8. červenci 2020 známa nebyla. Jednou z vyšetřovacích verzí je, že se strojvůdce zmýlil a předpokládal, že ke křižování má dojít až v Nových Hamrech, jako se tomu dělo o nedělích a ve svátky.
Po téměř rok trvajícím vyšetřování policie obvinila z obecného ohrožení z nedbalosti strojvedoucího vlaku jedoucího z Johanngeorgenstadtu.

## Galerie

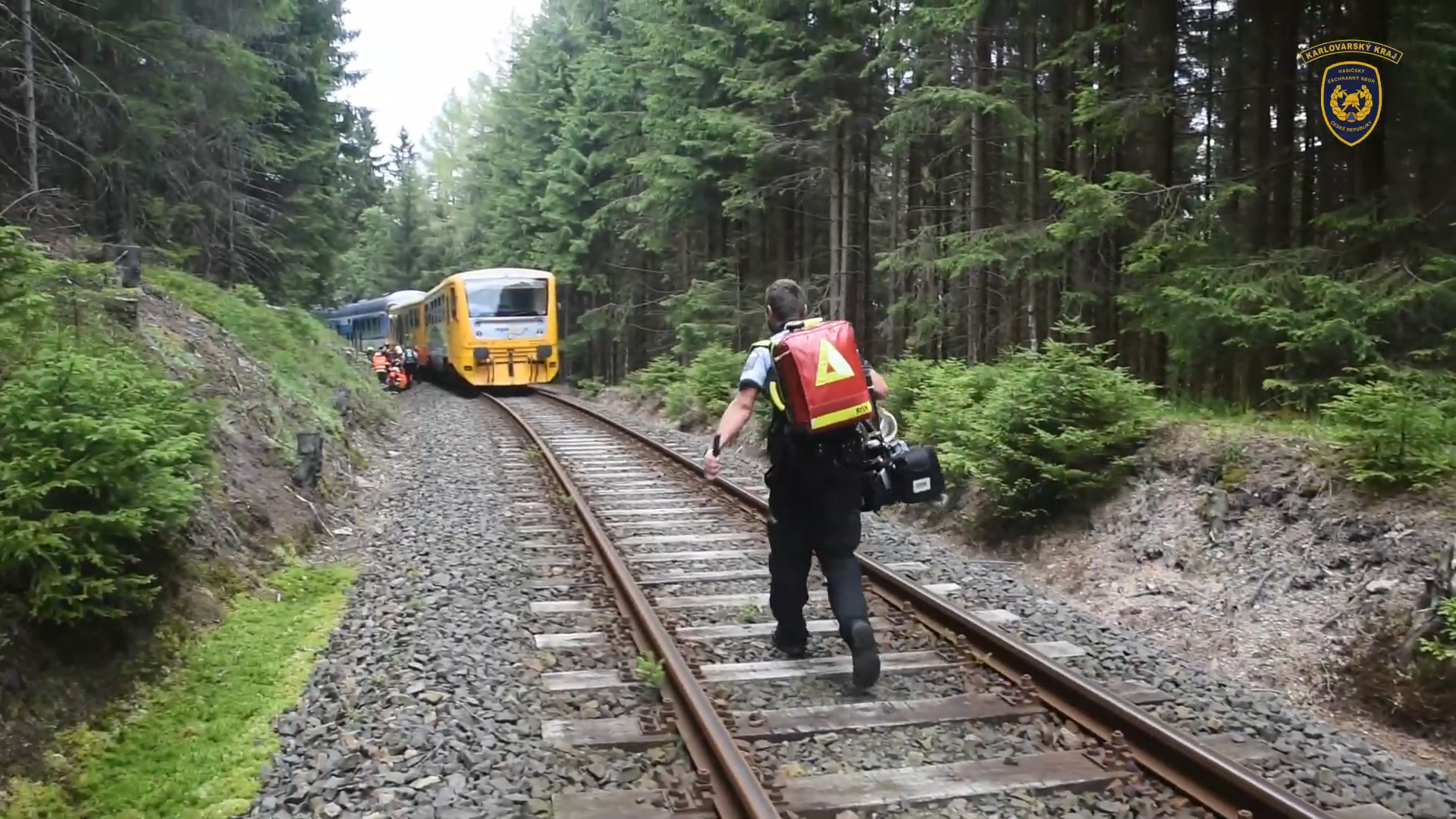
Policista běžící na místo havárie
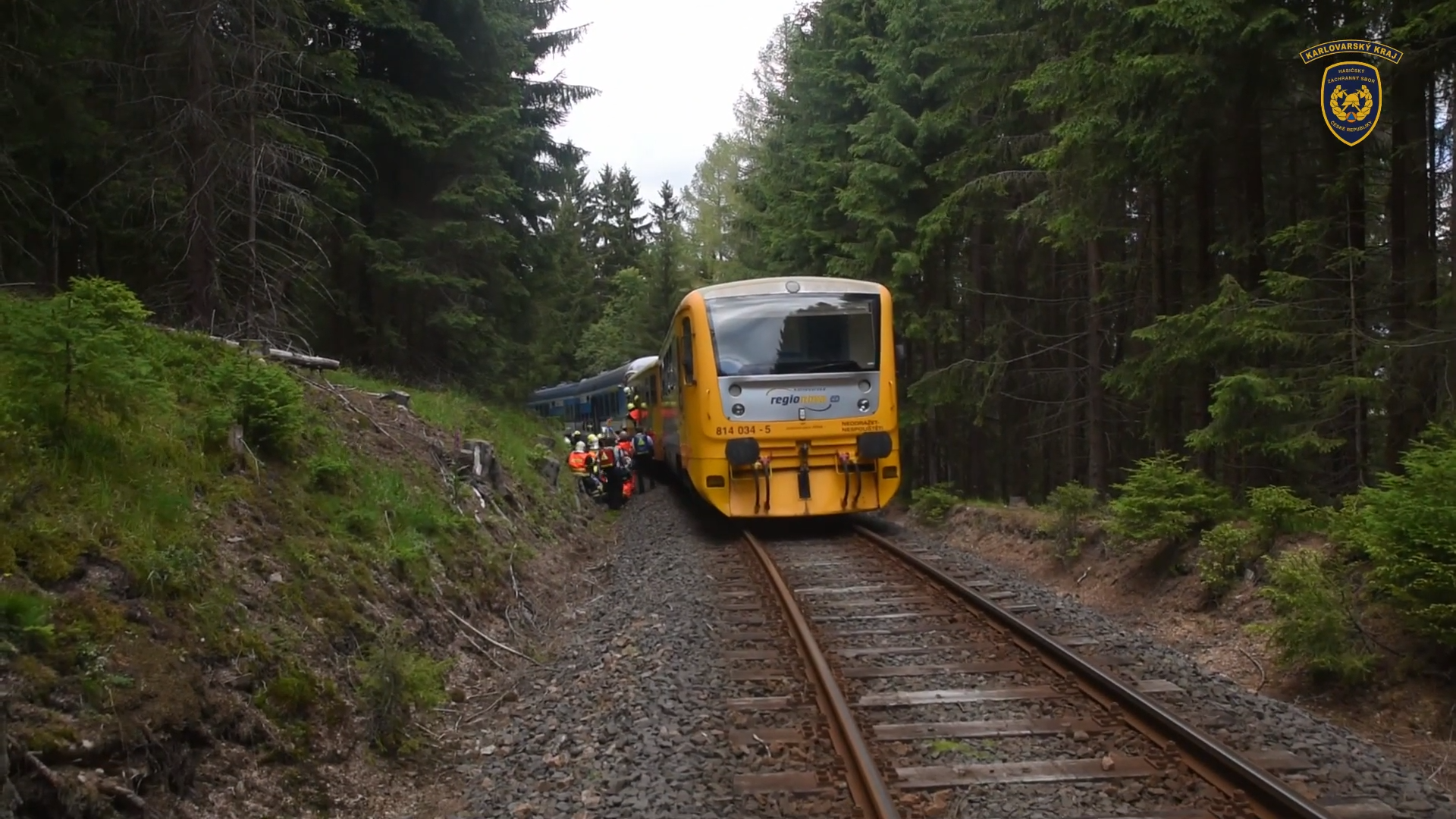
Místo nehody
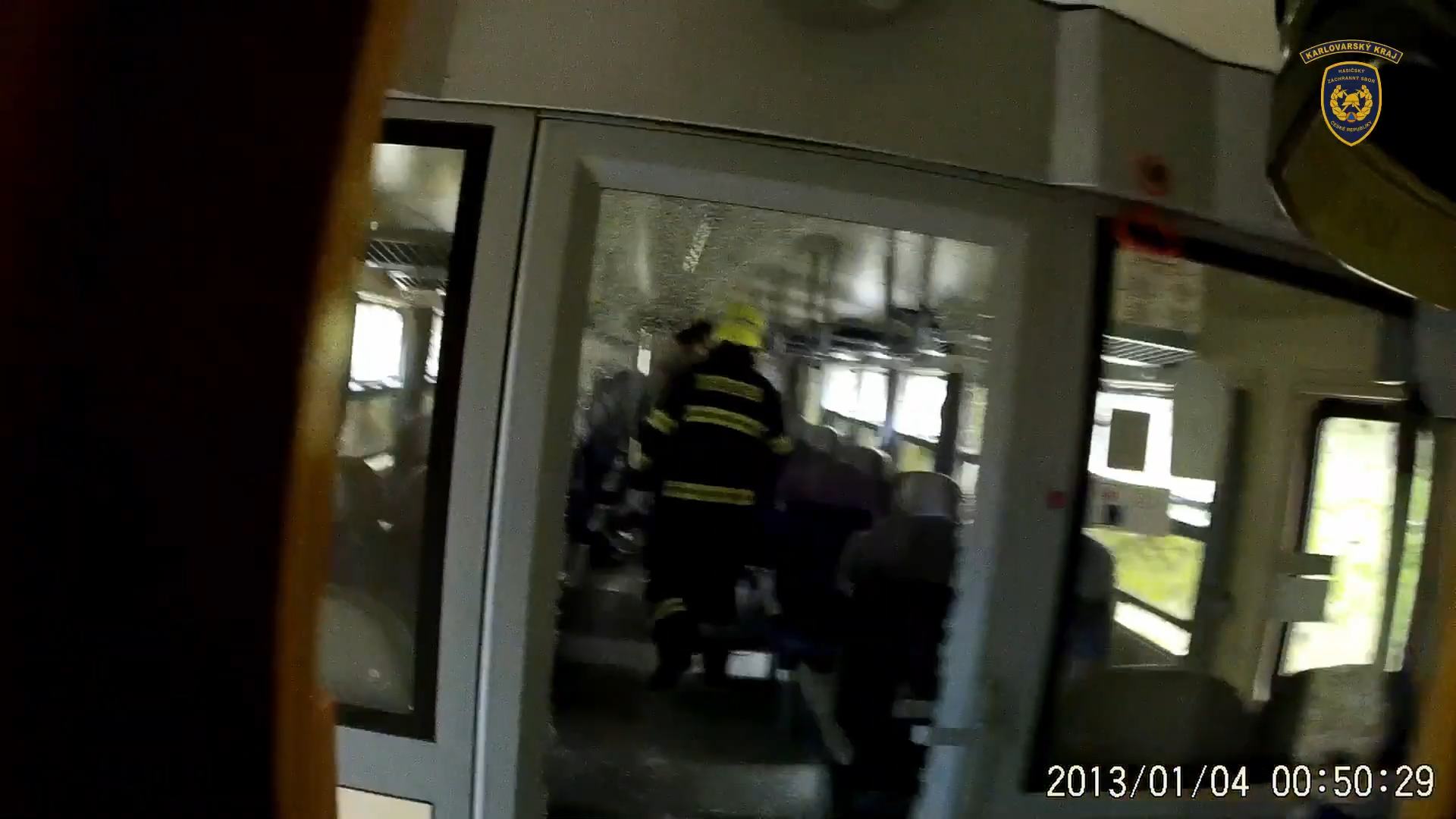
Interiér vlaku z kamery na helmě hasiče
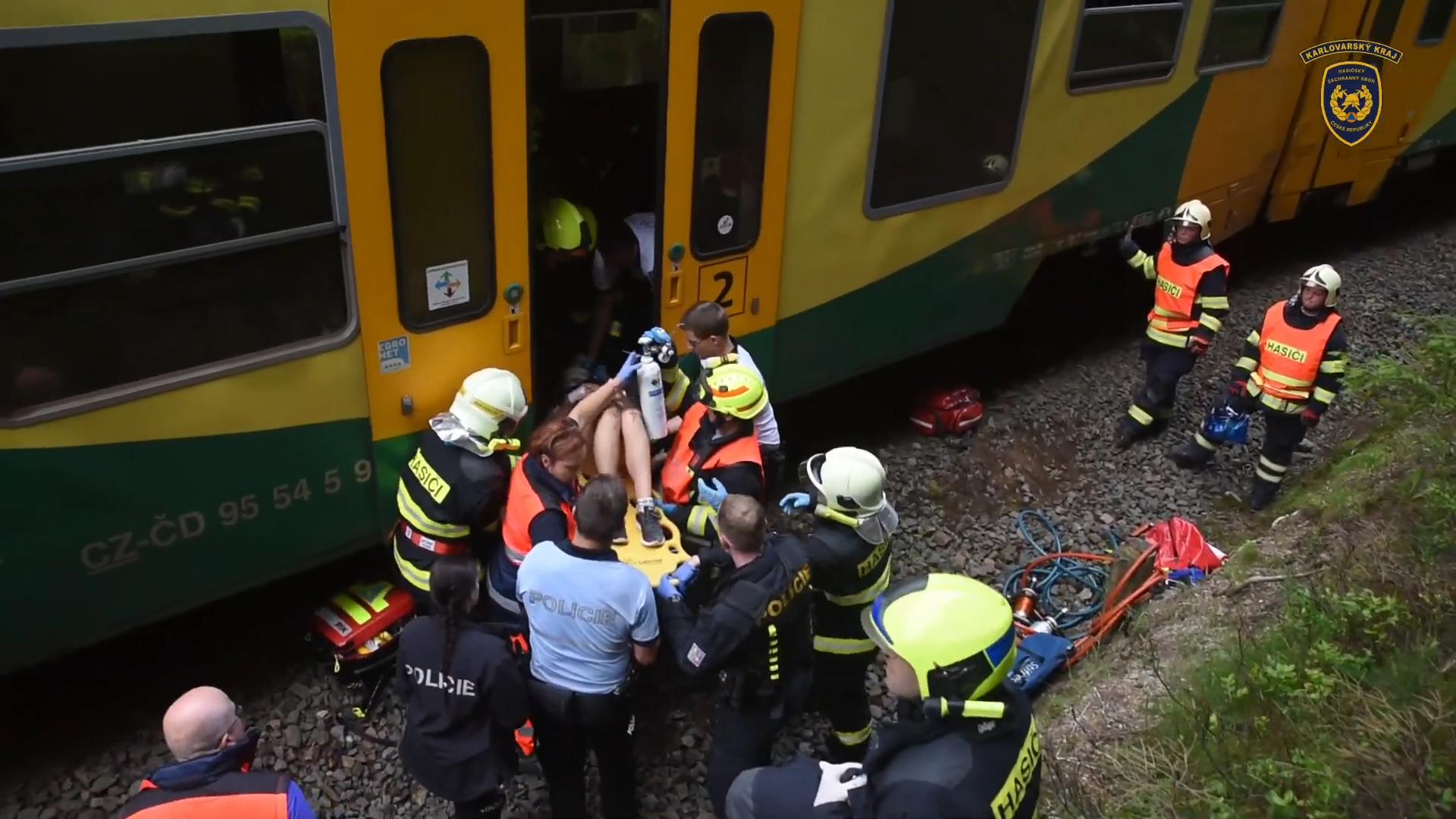
Vynášení zraněného z vlaku
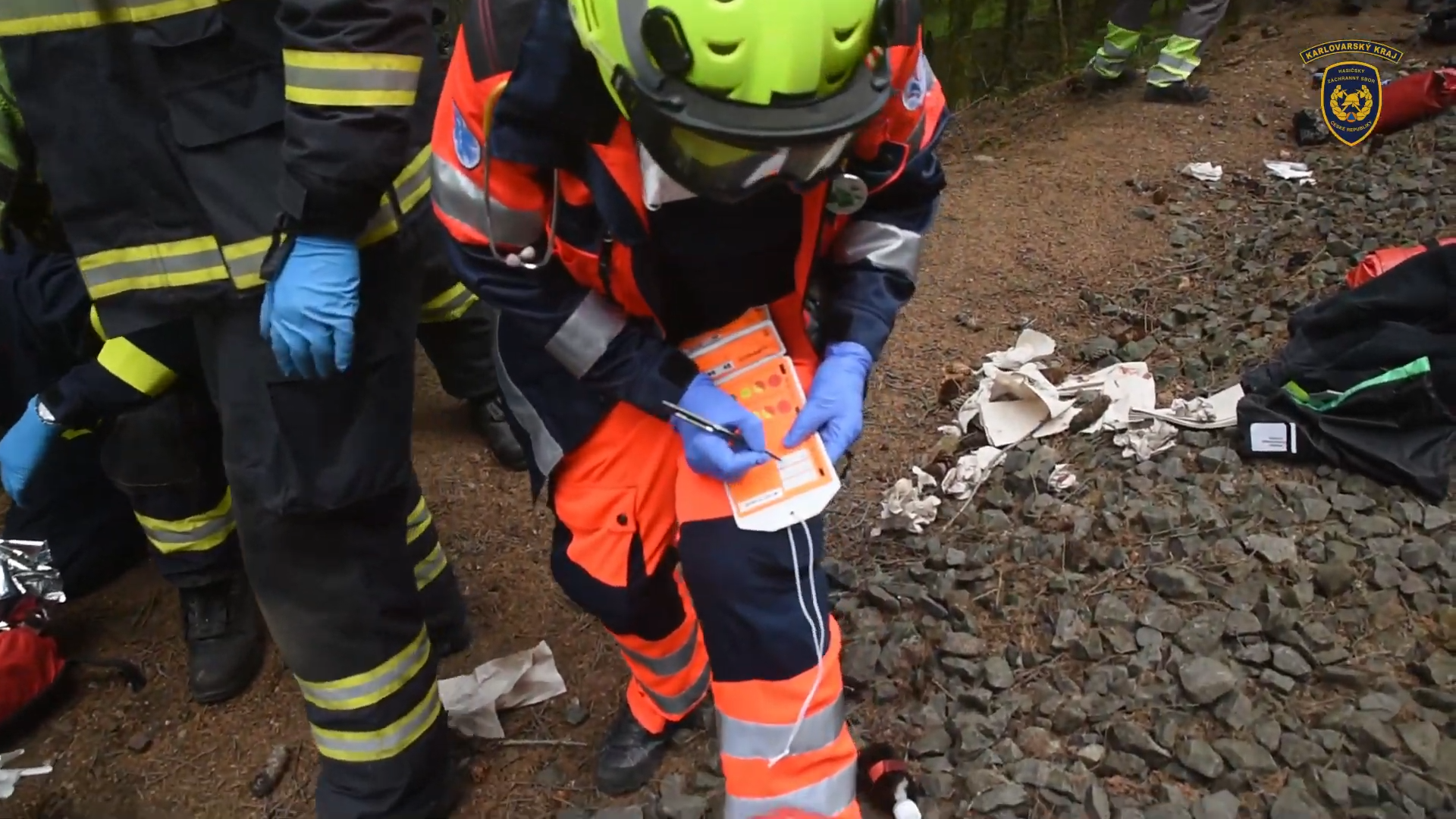
Záchranář provádějící třídění raněných
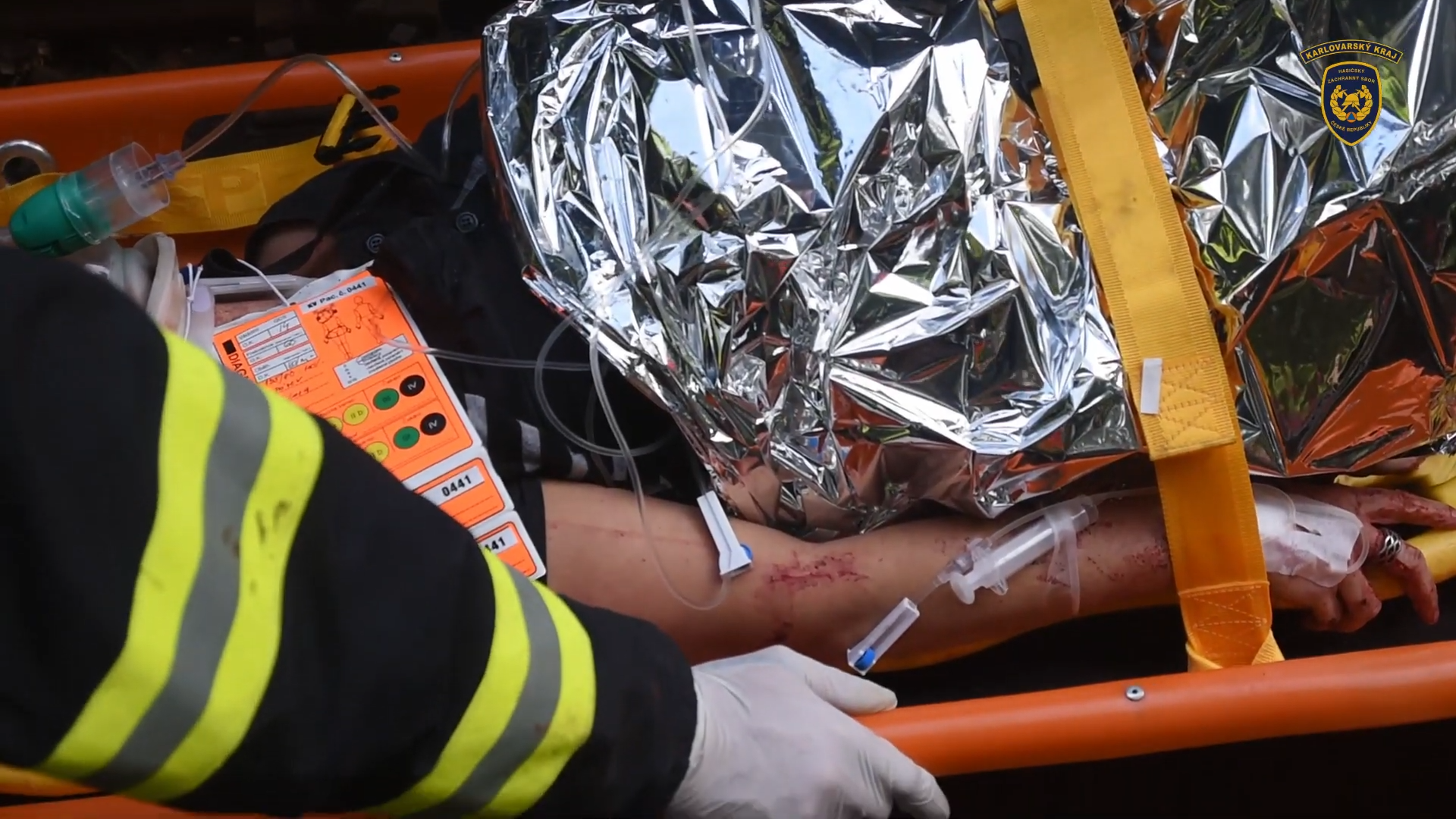
Pacient na nosítkách s vyplněnou třídicí kartou
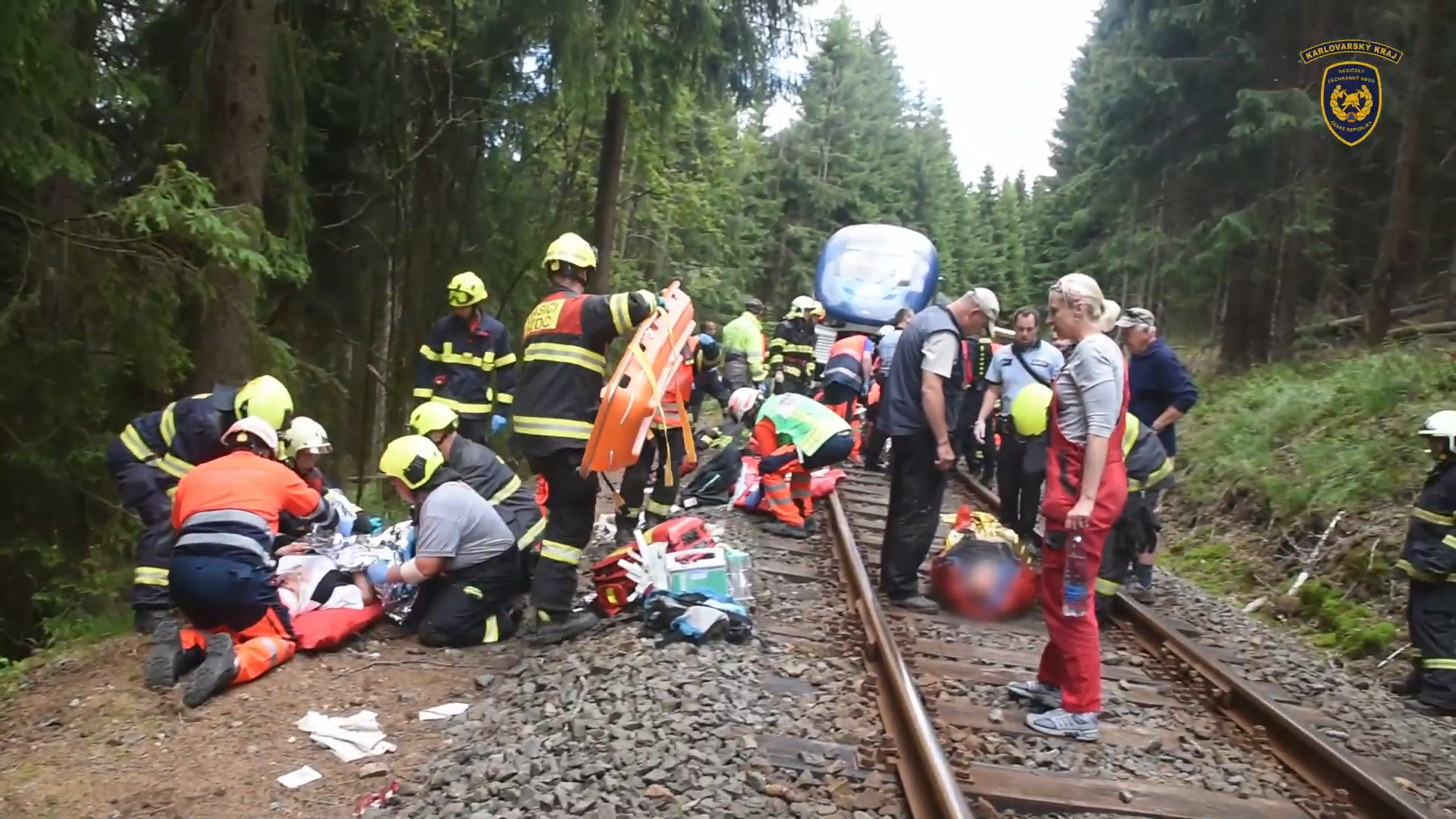
Ošetřování raněných na místě nehody
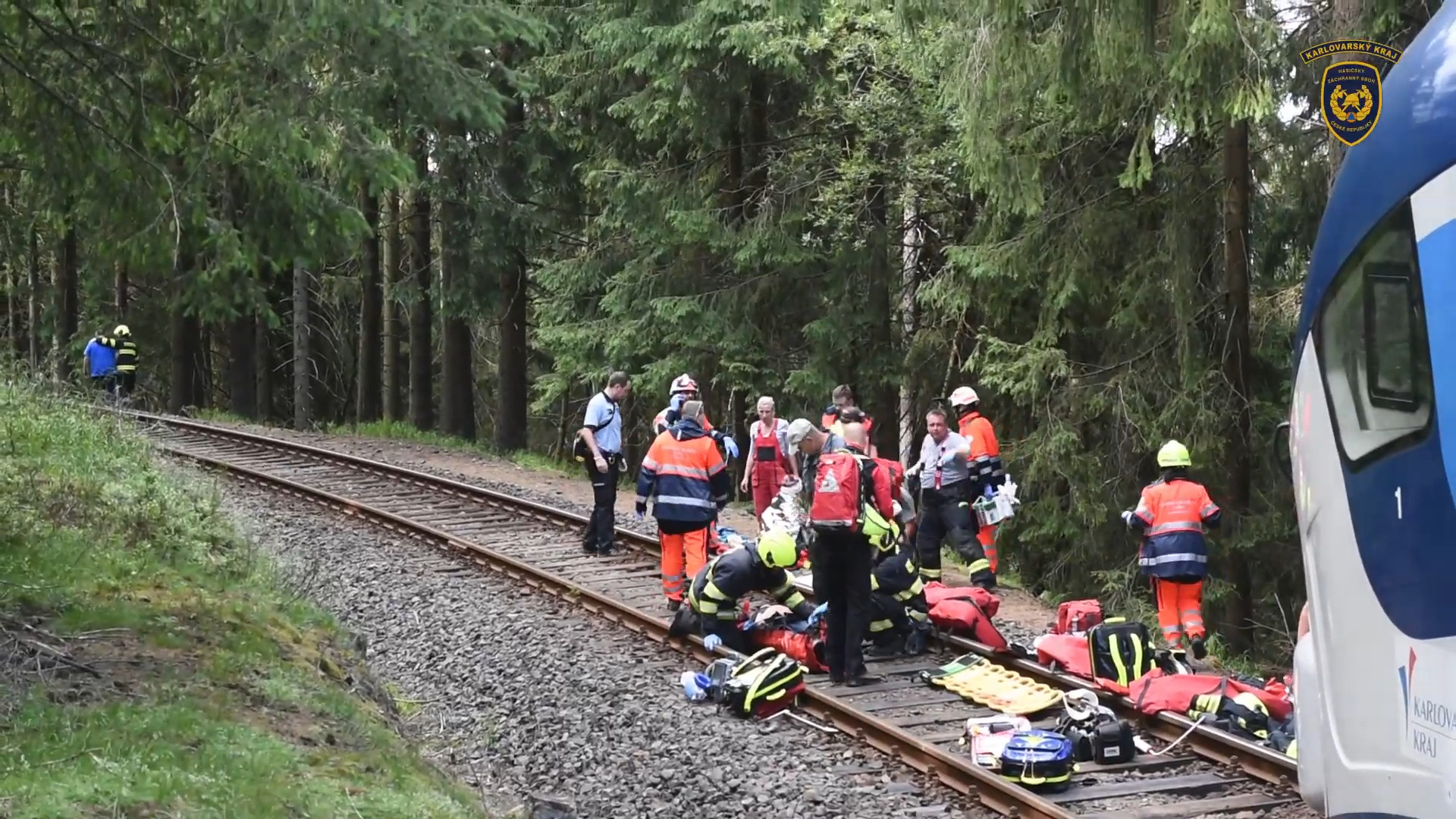
Ošetřování raněných na místě nehody
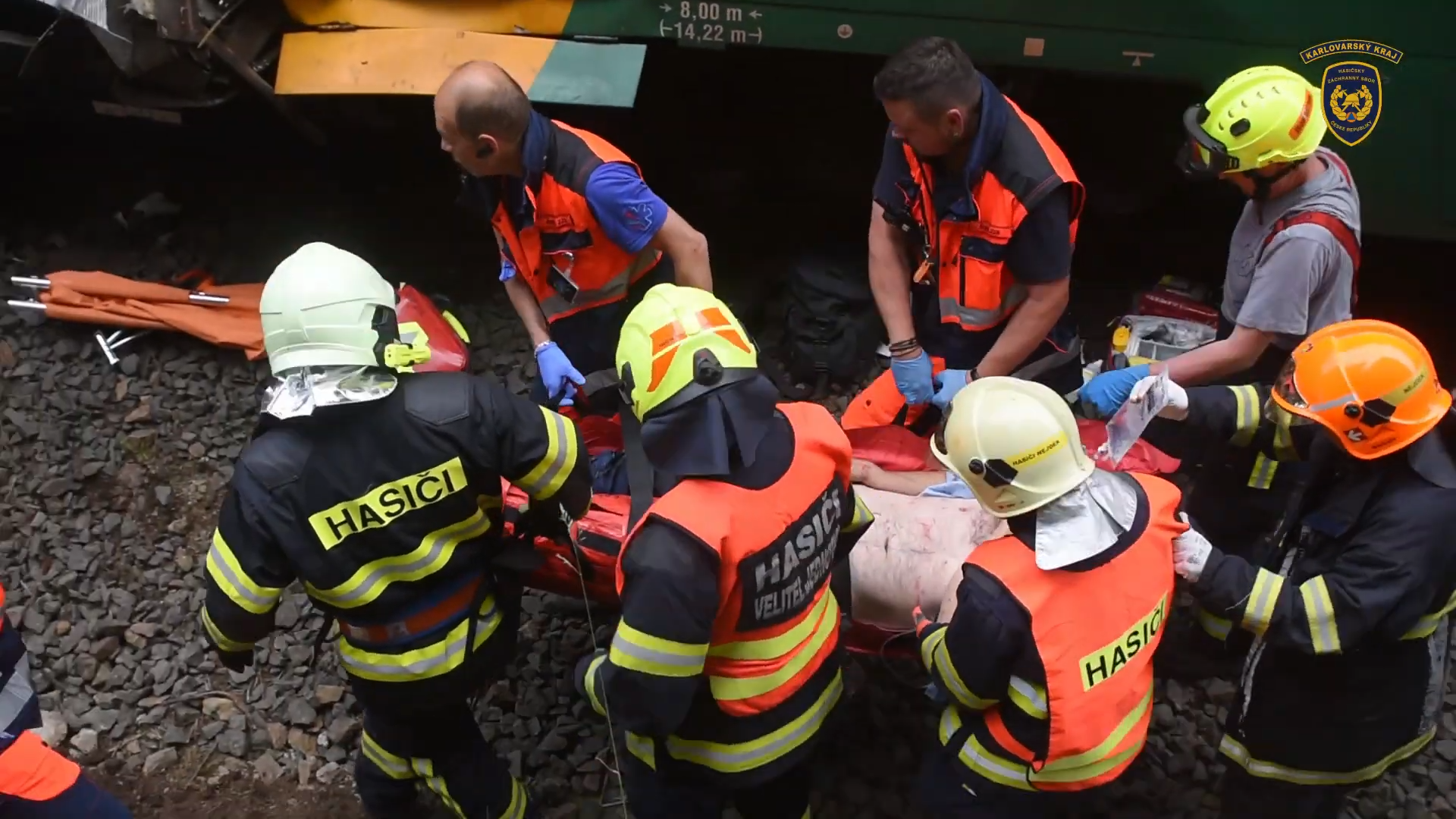
Transport raněných
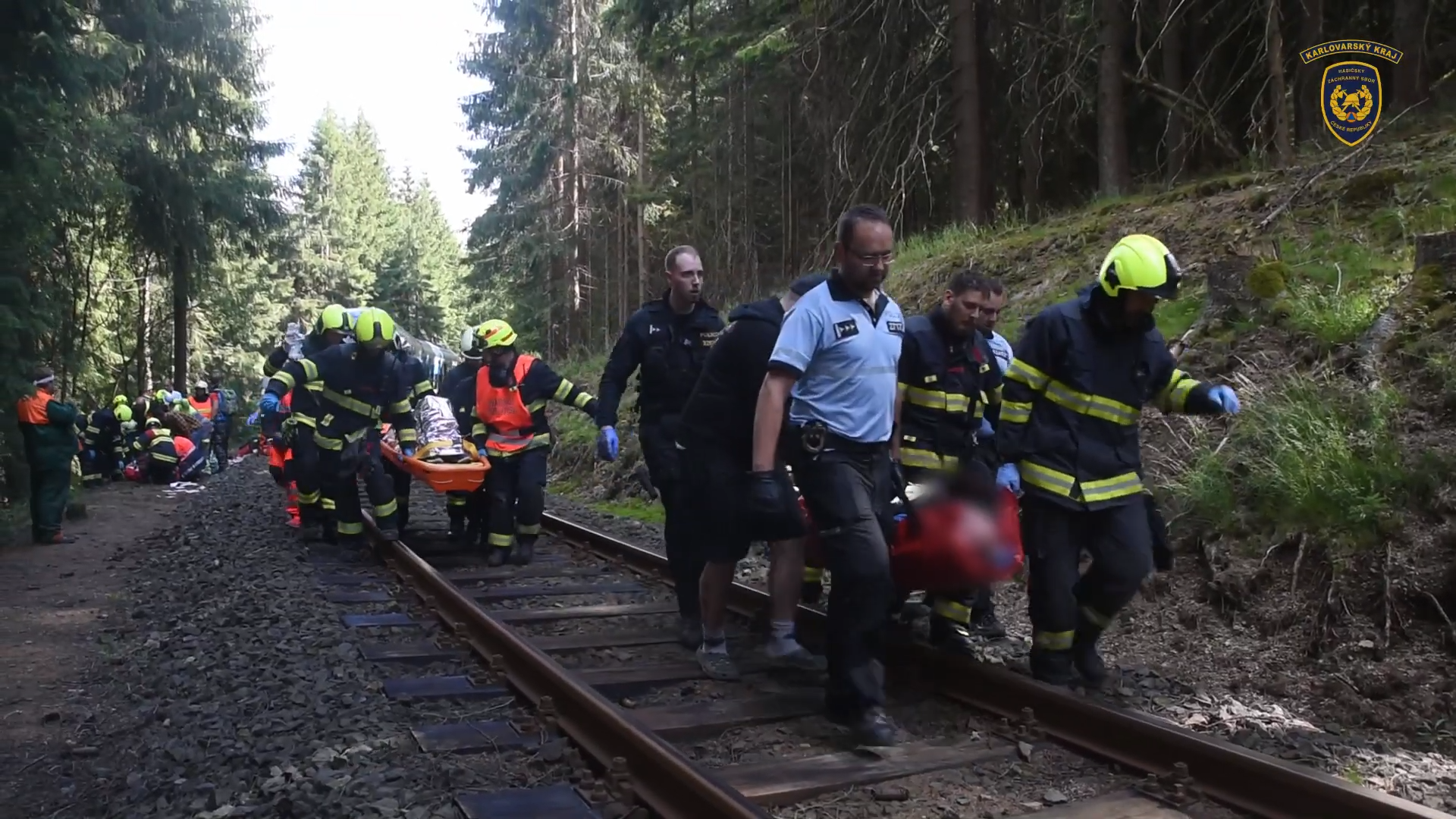
Transport raněných
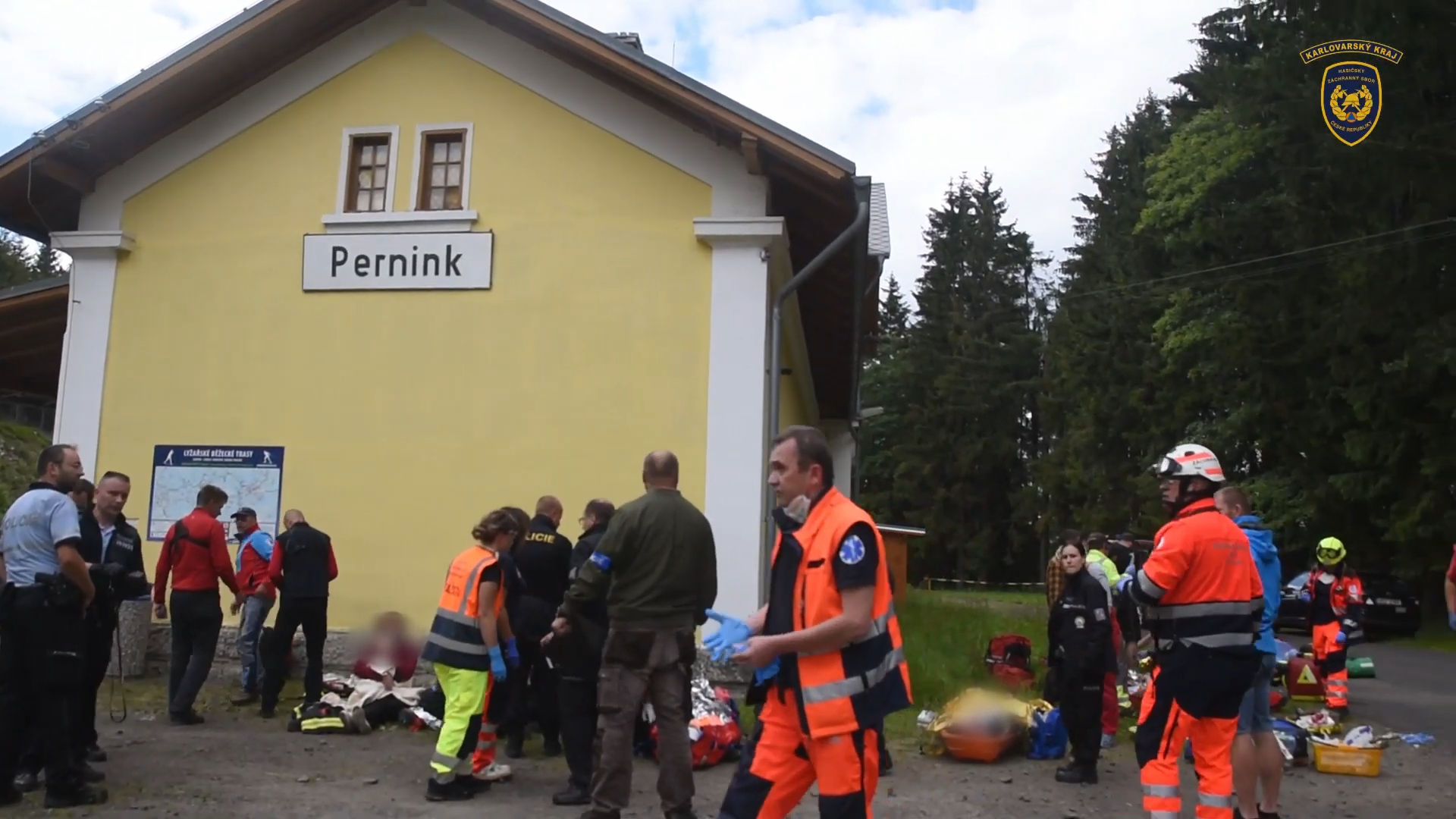
Shromaždiště před dopravnou Pernink